# نئومجیک
نئومجیک (انگلیسی: NeoMagic) شرکت الکترونیک آمریکایی است، که در سال ۱۹۹۳ تأسیس شد.